# Slib
Slib je řečový akt, při němž jedna osoba ujišťuje druhou (druhé), že v budoucnosti něco udělá nebo naopak neudělá. Vzájemný slib tvoří dohodu, formálněji smlouvu. Zvláště závažný a slavnostní slib je přísaha.

## Význam
Jako „společenský živočich“ (Aristotelés) je člověk podstatně odkázán na spolupráci. Protože zároveň svá jednání plánuje a rozvrhuje do budoucnosti, má pro něho velikou cenu, pokud by se mohl spolehnout na to, co udělají (nebo naopak neudělají) druzí. O významu slibu svědčí například to, že místo slova „slib“ může slibující také „dát své slovo“. Člověk, který slibuje, si tak vytváří závazek, který by jinak neměl.
Problém slibu tkví ovšem v tom, že slibující nejen může klamat („falešný slib“), ale přísně vzato nemůže nikdy s jistotou vědět, zda svůj slib bude moci splnit. Špatnou zkušenost se sliby vyjadřuje české přísloví „Sliby se slibují, blázni se radují.“ Protože ale význam slibu závisí právě na tom, zda se na něj druzí mohou spolehnout, snažily se lidské společnosti spolehlivost slibů různě podpořit. Jednoduchou podporou slibu je přítomnost svědků, případně slavnostní forma a v novější době i písemný záznam o slibu. Závažná forma slibu se v češtině nazývá přísaha, protože slibující si současně „při-sáhne“, tj. dotkne se nějaké symbolické opory.
Moderní pragmatická lingvistika řadí slib mezi „performativní výpovědi“, řečové akty, které samy vytvářejí nějakou skutečnost – v tomto případě skutečnost závazku.

## Příklady
Různé sliby, více i méně závažné, patří ke každodennímu životu – od prostého „přijdu zítra“ nebo „zítra to vrátím“ až po slavnostní sliby a přísahy veřejných činitelů, soudců, řeholníků nebo univerzitních studentů. Jedním z nejstarších druhů slibu je vzájemný slib manželů, kterým před svědky uzavírají sňatek; polské slovo slib znamená sňatek.
Svědek u soudu slibuje, že bude vypovídat pravdu, a pokud by byl usvědčen z opaku, může za to být trestán. Nejvyšší volení funkcionáři demokratického státu – poslanec, ministr, prezident republiky – vstupují do své funkce tím, že slibují čestné jednání a péči o veřejné dobro. Služební slib skládají vojáci i příslušníci bezpečnostních složek (policisté, hasiči, celníci). Slavné sliby s doživotní platností skládají řeholníci a řeholnice. Slibem se dříve vstupovalo i do řemeslnických cechů a adepti lékařství skládali Hippokratovu přísahu. Pozůstatkem jsou sliby vysokoškolských studentů na začátku studia při imatrikulaci a po ukončení studia při promoci.